# 何卿
何卿（？—1555年），四川都指揮使司成都衞（今四川省成都市）人，明朝軍事將領。

## 生平
正德年間，嗣世職，擔任指揮僉事，因能力傑出，升任筠連守備。跟從巡撫盛應期擊退斬殺叛賊謝文禮、謝文義。明世宗即位后，晋升署都指揮僉事，充左參將。嘉靖初年，平定芒部土舍隴政、土婦支祿等地叛亂。嘉靖五年，升任副總兵，仍然鎮守松潘，之後將此地改土歸流。不久又平叛政遺黨沙保部、黑虎五砦番等地，晋升進都督僉事。此後經過數次戰役，打通松潘各路交通。受到巡撫潘鑑舉薦，進署都督同知。久之，因病辭職歸鄉。
嘉靖二十三年，因北方塞外邊界多有警報，嘉靖帝召回何卿，但何卿因病辭退，嘉靖帝大怒，奪其都督職位，命以都指揮使，鎮守盧溝橋。當時松潘副總兵李爵被巡撫丘養浩彈劾罷免，嘉靖帝命何卿擔任；此時，給事中許天倫稱此事是何卿賄賂丘養浩所為；嘉靖帝大怒，令巡按冉崇禮調查。當時戰事緊張，翁萬達再次舉薦何卿，并以何卿此前戰功論事。恰逢四川白草番叛亂，副總兵高岡鳳被彈劾，兵部再次請求何卿代任，得到批准。他上任后，和巡撫張時徹合計鎮壓成功，進署都督同知。后因病他再次辭職。
嘉靖三十三年，倭寇進犯海上，嘉靖帝要求何卿與沈希儀率部隊抵達蘇州、松江。嘉靖三十四年，充副總兵，總理浙江及蘇、松海防。后因年老、加上不懂海戰，被巡按御史周如斗彈劾，不久去世。

## 延伸阅读
[在维基数据编辑]
 《明史卷二百一十一》，出自《明史》